# Los Reyes de Juárez
Los Reyes de Juárez es una localidad del estado mexicano de Puebla. Es cabecera del municipio de Los Reyes de Juárez.

## Demografía
| Censo | Población |
| ----- | --------- |
| 1900  | 2 193     |
| 1910  | 2 660     |
| 1921  | 2 534     |
| 1930  | 2 493     |
| 1940  | 2 851     |
| 1950  | 3 249     |
| 1960  | 3 721     |
| 1970  | 3 555     |
| 1980  | 3 650     |
| 1990  | 12 127    |
| 1995  | 14 333    |
| 2000  | 15 757    |
| 2005  | 18 452    |
| 2010  | 16 683    |
| 2020  | 19 183    |